# Cheiraster sepitus
Cheiraster sepitus is een zeester uit de familie Benthopectinidae.
De wetenschappelijke naam van de soort werd in 1885 gepubliceerd door Addison Emery Verrill.